# Nadine Dorries

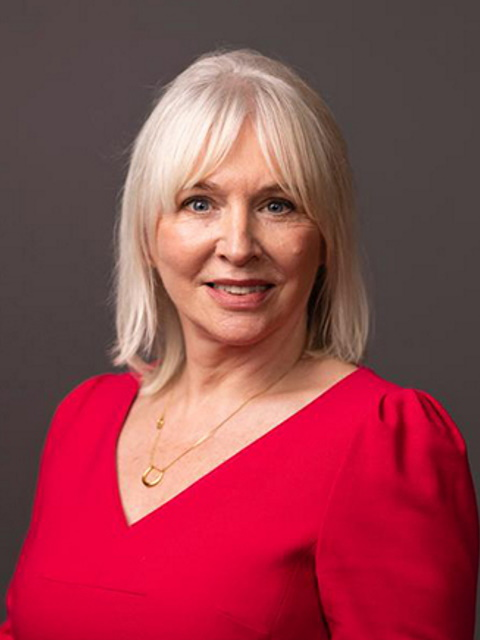
Nadine Dorries

Nadine Dorries (* 21. Mai 1957 in Liverpool als Nadine Vanessa Bargery) ist eine britische Politikerin der Conservative Party, Autorin von Trivialliteratur, Reality-TV-Darstellerin und ehemalige Krankenschwester.
Ab der britischen Unterhauswahl 2005 war sie bis zu ihrem Rücktritt am 29. August 2023 Abgeordnete (MP) für den Wahlkreis Mid Bedfordshire. Sie erlangte Prominenz als Loyalistin Boris Johnsons, durch ihre Zeit als Ministerin in der Regierung Johnsons und durch zahlreiche Skandale.

## Leben
Nadine Vanessa Bargery wurde 1957 in Liverpool geboren; ihre Familie entstammte der Arbeiterklasse. Nach einer Ausbildung ab 1975 zur Krankenschwester war sie 1978 bis 1981 Krankenschwester in Warrington und Liverpool. 1984 heiratete sie Paul Dorries, mit dem sie drei Töchter hat. Sie trennte sich 2006 von ihm. 1987 gründete sie die Firma Company Kids Ltd, die sich um die Kinderbetreuung kümmerte. Sie verkaufte die Firma 1998.
Dorries bewarb sich als Konservative für den Unterhaussitz für Mid Bedfordshire nach dem Rücktritt von Jonathan Sayeed. Der Sitz gilt als sicherer Wahlkreis für die Konservativen. Das Conservative Campaign Headquarters hatte für die Aufstellung einer Frau geworben und Dorries wurde zunächst parteiintern ausgewählt und bei der Wahl 2005 mit einer sicheren Mehrheit ins britische Unterhaus gewählt.
Im Unterhaus war sie zunächst Hinterbänklerin und brachte erfolglos mehrere Gesetzesentwürfe ein, die unter anderem die Werbung von Enthaltsamkeit für Frauen im Sexualkundeunterricht vorschreiben, die Zeit für gesetzlich erlaubte Zeit für Abtreibungen reduzieren und den amtierenden Speaker John Bercow aus seinem Amt entfernen sollte. 2009 war sie in einen Skandal um Spesenabrechnungen verstrickt, von denen Dorries äußerte, sie habe diese versehentlich eingereicht. Dorries sprach von einer Hexenjagd wie sie in der McCarthy-Ära stattgefunden habe. Parteiführer David Cameron kritisierte sie dafür öffentlich. In der nachfolgenden Zeit stieß sie mehrfach mit der konservativen Parteiführung zusammen und äußerte sich abfällig über Cameron und George Osborne. Weitere Ermittlungen über Widersprüche in ihren eingereichten Spesenrechnungen und Ausgaben erfolgten 2010, 2011 und 2013. In Reaktion auf eine Anfrage des politischen Korrespondenten der Tageszeitung Daily Mirror bezüglich einer vermuteten Scheinanstellung ihrer Tochter in ihrem Team bedrohte sie diesen auf Twitter mit körperlicher Gewalt.
Im Jahr 2012 wurde Dorries von ihrer Fraktion suspendiert, weil sie ohne vorherige Abmeldung an der britischen Version des Dschungelcamps teilnahm. Sie verweigerte zudem, ihre diesbezüglichen Einkünfte offenzulegen.
2016 unterstützte sie den Brexit und griff Premierminister Cameron (als Anführer der Remain-Kampagne) scharf an, sie gab auch öffentlich bekannt, sie habe an den Vorsitzenden des 1922-Komitees (Graham Brady) einen Misstrauensantrag gegen Cameron gestellt. Mit dem Aufstieg Boris Johnsons zum neuen Parteiführer 2019 begann für Dorries, die eine Johnson-Loyalistin ist, der Aufstieg in mehrere Regierungsämter. Zunächst war sie Unterstaatssekretärin im Bereich Gesundheit. Folgend diente sie als Staatssekretärin im ministerialen Rang und von September 2021 bis zu ihrem Rücktritt im September 2022 war sie britische Ministerin für Kultur, Medien und Sport.
Nach Johnsons Rücktritt unterstützte sie die Bewerbung von Liz Truss; dabei äußerte sie sich verschiedentlich auch abfällig über Truss’ Gegenkandidaten Rishi Sunak. Im Februar 2023 kündigte sie an, bei der nächsten Unterhauswahl nicht zu kandidieren und sich stattdessen auf eine literarische Karriere als Autorin konzentrieren zu wollen.
Dorries war eine der Personen, die von Boris Johnson in seine Liste aufgenommen worden war, die im Rahmen der Prime Minister's Resignation Honours geadelt werden sollten. Ihre Erhebung wurde jedoch von der House of Lords Appointments Commission blockiert. Sie machte dafür „dunkle Mächte“ verantwortlich, die Blockade kam jedoch zustande, da sie sich geweigert hatte, ihren Unterhaussitz innerhalb der üblichen Frist abzugeben. Sie war weiterhin eine der namentlich veröffentlichten Personen, die versucht hatten, die Ermittlungsarbeiten eines Komitees des Unterhauses zu behindern, die sich mit Boris Johnsons zahlreichen Affären beschäftigt.
Von Bewohnern ihres Wahlkreises kamen Beschwerden, dass Dorries seit März 2023 nicht mehr die Interessen ihres Wahlkreises vertritt und nicht mehr an Unterhaussitzungen teilnimmt. Sie solle deshalb endlich ihren Parlamentssitz freimachen. Der Labour-MP Chris Bryant kündigte an, Dorries wegen ihres respektlosen Verhaltens dem Unterhaus gegenüber einen Antrag einzubringen, um Dorries zu zwingen, wieder im Unterhaus zu erscheinen. Labour-Führer Keir Starmer und der Führer der Liberaldemokraten, Ed Davey, regten an, Dorries aus der Fraktion der Konservativen auszuschließen. Ende August 2023 trat Dorries schließlich zurück; in einem Brief richtete sie schwere Vorwürfe an Premierminister Sunak und stellte zahlreiche Verschwörungstheorien auf.